# سياه غرد
سياه غرد قرية في ولاية بلخ في شمال أفغانستان. وهي عاصمة مقاطعة غوربند